# Amors que maten
Amors que maten (coreà 킬링 로맨스, translit, Killing Lomaenseu; distribuït en anglès com Killing Romance) és una pel·lícula musical de comèdia romàntica de Corea del Sud del 2023 dirigida per Lee Won-suk, protagonitzada per Lee Hanee, Lee Sun-kyun, i Gong Myung. Descrita com "una història d'amor, un musical, un complot d'assassinat i un milió de coses entremig", la pel·lícula segueix una antiga actriu estrella mentre s'uneix amb la seva veïna adolescent súper fan en un intent d'escapar del seu matrimoni tòxic amb un magnat immobiliari malvat de dibuixos animats. S'ha doblat i subtitulat al català.

## Argument
Hwa Yeo-rae és una actriu popular que es va fer famosa anunciant una marca de refrescs i altres aparells. Va protagonitzar diverses pel·lícules d'èxit, tot i que la seva pel·lícula final va ser criticada, amb els fans criticant la seva actuació i burlant-se del seu eslògan. Afligida per l'actuació de la seva darrera pel·lícula, Yeo-are fuig a l'illa tropical fictícia de Qualla, on coneix un bon jan promotor immobiliari, Jonathan Na. Els dos es casen i tornen a Seül, on Jonathan es revela com un marit obsessionat per l'estatus i controlador, les excentricitats del qual (com els diversos bigotis falsos pre-estilitzats que porta, o el seu eslògan "Està bé!") molestaven Yeo-rae. Deprimida i sola, Yeo-rae s'ha retirat de la seva carrera d'actriu. Alguns fans, però, es mantenen fidels i canten un tema que van crear per a l'estrella. Un d'aquests fans és la veïna del costat de Yeo-rae, Beom-woo (una adolescent sense inspiració i tres vegades fallida la prova d'accés a la universitat) que, en una trobada casual amb Yeo-rae, comença a ajudar-la a planejar l'assassinat del seu marit.
Ambdues comencen a comunicar-se en secret. Diversos plans, inclosos un atac d'al·lèrgia, un accident de cotxe i una lesió amb un avió de paper, es descarten abans que decideixin utilitzar l'ego de Jonathan contra ell. Yeo-rae porta el seu marit a una sauna i, juntament amb Beom-woo, el desafia a suar fins a morir en un jjimjilbang. Tot i que el pla té èxit, Beom-woo no és capaç de continuar amb l'assassinat i salva a Jonathan a l'últim moment. Agraït i inconscient de la veritable identitat de Beom-woo, Jonathan inicia una amistat amb l'adolescent, convidant-la a sopar mentre Yeo-rae intenta un segon assassinat, tornant a la idea d'un atac d'al·lèrgia anterior. L'intent no té èxit, i la Yeo-rae s'acomiada amb llàgrimes de la Beom-woo mentre planeja traslladar-se permanentment a Qualla amb Jonathan, on s'està construint el seu nou tema. Sentint-se culpable, Beom-woo va a l'illa per rescatar-la, però no ho aconsegueix. Yeo-rae, fins i tot després de saltar d'un penya-segat per escapar del seu marit, roman atrapada a l'illa, juntament amb els estruços restants l'hàbitat dels quals ha estat destruït amb la construcció del parc temàtic de Jonathan.
La parella finalment torna a Seül per promoure l'obertura del parc. En veure la publicitat de l'esdeveniment, Beom-woo s'inspira per ajudar a Yeo-rae a ser finalment lliure i recluta amics per bloquejar l'esdeveniment. Quan arriben, en Jonathan i el seu equip de seguretat semblen tenir el avantatge, però l'arribada d'un petit grup de fidels fans de Yeo-rae, que canten el seu tema, canvia el rumb. Mentre Jonathan intenta arribar a Yeo-rae, un estruç venjatiu que ha seguit a Jonathan des de l'illa s'enfila i se l'emporta. Yeo-rae torna amb èxit a l'actuació i el seu club de fans de sempre segueix amb il·lusió la seva carrera renovada.
Una escena posterior als crèdits mostra a Jonathan, cremat pel sol i deshidratat, cridant desesperadament al seu guardaespatlles mentre flota al mig de l'oceà.

## Repartiment
- Lee Hanee com a Hwang Yeo-rae
- Lee Sun-kyun com a Jonathan Na
- Gong Myung com a Kim Beom-woo

## Producció
Filmat a principis de la pandèmia COVID-19 , el director i la tripulació van patir dificultats per assegurar els llocs de rodatge, inclosa la reescriptura d'una escena per tenir lloc en un jjimjilbang en lloc d'en un iot, tal com estava previst. Una cançó clau per a la pel·lícula, basada en la cançó d'èxit de 2008 de Rain, "Rainism", va ser regravada per l'artista original per a la pel·lícula gràcies a l'amistat de l'estrella Lee Honey amb l'esposa de Rain. El director "va enfrontar-se amb Warner Brothers, que estava produint la pel·lícula, durant la seva durada, i quan va fer un tall final, l'estudi es va mostrar reticent a estrenar-la."

## Recepció
Estrenada a Corea del Sud el 14 d'abril de 2023, la pel·lícula va guanyar 467.905 dòlars el seu cap de setmana d'estrena i va recaptar a nivell nacional 1.383.439 dòlars el juliol de 2023. Malgrat la mala puntuació i les crítiques inicials desfavorables, la pel·lícula va agafar força a Twitter i des d'aleshores ha guanyat estatus de culte a Corea, amb alguns espectadors que viatjaven hores en autobús per veure la pel·lícula i d'altres el 18è o el 20è visionat. A nivell internacional, la pel·lícula ha rebut crítiques molt positives. Al Far East Film Festival a Itàlia, on la pel·lícula es va estrenar al festival mundial, la pel·lícula es va descriure com "un encreuament entre Memories of Matsuko i les pel·lícules de Wes Anderson... que crida 'pel·lícula de culte'".
La pel·lícula es va estrenar a Amèrica del Nord com a selecció de la nit d'obertura del Festival de Cinema Asiàtic de Nova York el 14 de juliol de 2023. L'estrella de la pel·lícula Lee Hanee ha guanyat del Premi East del NYAFF 2023, que reconeix una actuació singularment destacada en una pel·lícula, per la seva "actuació còmica absolutament enlluernadora com una antiga superestrella el matrimoni de somni de la qual la porta a les profunditats d'un infern existencial i torna a demostrar que l'actriu és una força imparable de la natura". El director Lee Won-suk va guanyar anteriorment el Premi del Públic de la NYAFF 2015 pel seu segon llargmetratge, Sanguiwon.
Actualment, la pel·lícula té una puntuació de 6,3/10 a IMDB, i una puntuació del 77% al sistema de classificació Golden Egg de la cadena de pel·lícules coreanes CGV's. Indiewire la va descriure com una de les millors pel·lícules del Festival de Cinema Asiàtic de Nova York del 2023.

## Premis i nominacions
| Cerimònia de premi   | Any  | Categoria                  | Nominat       | Resultat  | Ref.   |
| -------------------- | ---- | -------------------------- | ------------- | --------- | ------ |
| Baeksang Arts Awards | 2024 | Millor actriu              | Lee Hanee     | Nominat   | [ 14 ] |
| Baeksang Arts Awards | 2024 | Millor guió                | Park Jung-ye  | Nominat   | [ 14 ] |
| Buil Film Awards     | 2023 | Premi Art/Tècnic           | Shin Yu-jin   | Nominat   |        |
| Grand Bell Awards    | 2023 | Millor disseny de vestuari | Yoon Jung-hee | Guanyador |        |
| Grand Bell Awards    | 2023 | Millor direcció artística  | Shin Yu-jin   | Nominat   |        |